# Mahmoud Guendouz
Mahmoud Guendouz (Algeri, 24 febbraio 1953) è un allenatore di calcio ed ex calciatore algerino, di ruolo difensore.